# Кирай, Эде
Э́де Ки́рай (венг. Király Ede; 22 февраля 1926, Будапешт, Венгрия — 10 августа 2009, Канада) — венгерский фигурист, выступавший в парном разряде и мужском одиночном катании.
В паре с Андреа Кекешши серебряный призёр зимних Олимпийских игр в Санкт-Морице, чемпион мира 1949, двукратный чемпион Европы 1948, 1949 и четырёхкратный чемпион Венгрии 1944—1949.
Как одиночник — двукратный серебряный и бронзовый призёр чемпионатов мира, чемпион Европы 1950 и шестикратный чемпион Венгрии.
В 1950 году уехал в Канаду, где работал тренером в Ошаве.

## Результаты выступлений
В одиночном катании:
| Соревнования       | 1941 | 1944 | 1947 | 1948 | 1949 | 1950 |
| ------------------ | ---- | ---- | ---- | ---- | ---- | ---- |
| Олимпийские игры   |      |      |      | 5    |      |      |
| Чемпионаты мира    |      |      |      | 3    | 2    | 2    |
| Чемпионаты Европы  |      |      |      | 4    | 2    | 1    |
| Чемпионаты Венгрии | 1    | 1    | 1    | 1    | 1    | 1    |

В парном катании:
| Соревнования       | 1944 | 1947 | 1948 | 1949 |
| ------------------ | ---- | ---- | ---- | ---- |
| Олимпийские игры   |      |      | 2    |      |
| Чемпионаты мира    |      |      | 2    | 1    |
| Чемпионаты Европы  |      |      | 1    | 1    |
| Чемпионаты Венгрии | 1    | 1    | 1    | 1    |